# Херасков, Михаил Иванович
Михаи́л Ива́нович Хера́сков (1836, село Кучки, Юрьевский уезд, Владимирская губерния — 9 (22) сентября 1901, Владимир, Российская империя) — священнослужитель Русской православной церкви, протоиерей, ректор Владимирской духовной семинарии (1879—1888), один из основателей Владимирского епархиального женского училища, библеист, педагог, писатель.

## Биография
Родился в 1836 году в селе Кучки Юрьевского уезда Владимирской губернии, в семье священника.
В 1855 году окончил Владимирскую духовную семинарию.
По окончании в 1859 году со степенью магистра богословия Киевской духовной академии, был преподавателем Нижегородской и Владимирской духовных семинарий.
В 1865 году стал одним из основателей Владимирского епархиального женского училища, в котором он был инспектором.
10 мая 1878 года педагогическим собранием правления Владимирской духовной семинарии был избран ректором, а 18 июня 1878 года возведён в достоинство протоиерея. Считался хорошим проповедником, талантливым педагогом и библеистом. 27 января 1889 года, согласно собственному прошению, освобождён от должности ректора и 16 мая назначен настоятелем собора города Суздаля.
Состоял в качестве члена уездного училищного совета, члена цензурного комитета при Владимирской духовной консистории, рецензента во «Владимирских епархиальных ведомостях», заведующего воскресной школы, члена педагогических собраний Правления семинарии. Ему поручалось рецензирование материалов на соискание премии митрополита Макария.
Скончался 9/22 сентября 1901 года во Владимире.